# Caliagrion billinghursti
Caliagrion billinghursti là loài chuồn chuồn trong họ Coenagrionidae. Loài này được Martin mô tả khoa học đầu tiên năm 1901.